# 제트추진연구소

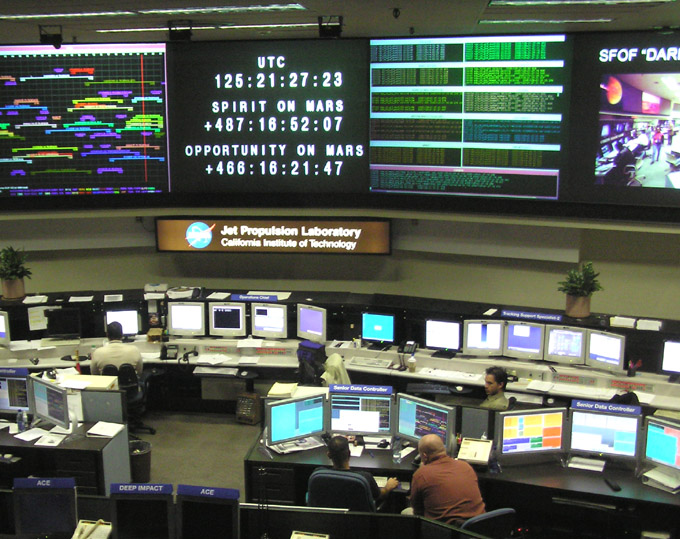
JPL의 제어실 NASA/JPL-Caltech.

제트추진연구소(-推進硏究所, 영어: Jet Propulsion Laboratory, JPL)는 미국 항공우주국(NASA)의 무인 탐사 우주선 등의 연구 개발 및 운용에 종사하는 연구소로, 미국 캘리포니아주의 로스앤젤레스군 패서디나와 라카냐다플린트리지에 있다. 캘리포니아 공과대학에 의해 운영되고 있으며, 미국 항공우주국의 우주선들을 만들고 보수한다. 최근의 프로젝트로 토성에 보낸 카시니-하위헌스 호, 화성에 보낸 화성 정찰위성, 스피처 우주 망원경 등이 있다.
JPL의 우주선 관제소와 25피트의 우주 시뮬레이터는 역사적인 지표로 자리매김하고 있다.

## 개요
JPL은 캘리포니아 공과대학교의 연구 기관으로, 제2차 세계 대전 기간에는 미국 육군으로부터 나치 독일이 개발한 V-2 로켓의 분석을 의뢰받아 그 연구 성과로부터 액체 연료 로켓·모터에 의해 추진되는 미국 첫 탄도 미사일, 코포럴 전술 지대지 유도 미사일(현대의 분류에서는 단거리 탄도 미사일)을 개발했다. 또, 코포럴을 대체한 고체 연료 로켓으로 추진되는 서전트 전술 지대지 미사일의 개발에도 참여했다.
1958년부터, NASA의 우주 개발 계획이나 우주 탐사 계획의 기술 개발에 종사하게 되어, 우주선이나 행성 탐사기의 설계 등 기술 부문을 담당하고 있다. 매우 높은 기술력을 바탕으로 미국의 우주 개발 계획들, 예를 들어 달 착륙선이나 화성 탐사선, 외행성 탐사선 등의 개발 등으로 크게 공헌하고 있다. 파이어니어나 보이저를 시작으로, 화성 탐사선 로버 스피릿·오퍼튜니티나, 토성 탐사선 카시니도 JPL에서 개발되었다. 또, 각 인공 위성/인공 행성/탐사선을 관리·운영하기 위한 태양계의 우주 네트워크도, 이 JPL에 귀속되고 있다.
주로 태양계 내의 천체를 위한 탐사선 등에 관한 연구·개발을 실시하고 있는데도 '제트 추진'이란 이름을 쓰고 있는 것은, 설립 당초에는 제트 추진, 즉 로켓 추진에 관한 연구를 실시하고 있었기 때문이다. '제트 추진(Jet Propulsion)'이란, 기류의 반동에 의해서 추진되는 방식이기 때문에, 일반적으로 로켓 엔진이나 제트 엔진도 포함된다. 또 JPL 설립 시기인 1930년대부터 1940년대 초 무렵에, 미국이 구식 SF 만화인 「플래시 고든」이나 「벅 라저스」와 같은 픽션이나 만화 같은 이미지로 보이지 않기 위해서 '로켓 추진 연구소'란 이름이 붙여지지 않았던 것이다. 로켓이라고 하는 단어가 로켓 불꽃 등 완구와 같은 이미지를 가져서, 그런 이미지로 보이지 않기 위해서라고 하는 설도 있다. 덧붙여 JPL의 전신인 GALCIT 는, 미국 육군의 요청으로 현대에도 사용되고 있는 JATO(Jet Assisted Take-Off) 유닛(로켓 엔진의 추진력을 이용해 항공기의 이륙 거리를 짧게 하는 것)을 개발했지만, 이 요청을 최초로 받은 매사추세츠 공과대학교의 연구팀은 허무맹랑한 이야기라고 거절했다.

## 역대 책임자
- 시어도어 칼만 (1938년 ~ 1944년)
- 프랭크 말리나 (1944년 ~ 1946년)
- 루이스 던 (1946년 ~ 1954년 10월 1일)
- 윌리엄 피케링 (1954년 10월 1일 ~ 1976년 3월 31일)
- 브루스 머레이 (1976년 4월 1일 ~ 1982년 6월 30일)
- 루 앨렌 Jr. (1982년 7월 22일 ~ 1990년 12월 31일)
- 에드워드 스톤 (1991년 1월 1일 ~ 2001년 4월 30일)
- 찰리 엘라치 (2001년 5월 1일 ~ 2016년 6월 30일)
- 마이클 M. 왓킨스 (2016년 7월 1일 ~ 2021년 8월 20일)
- 래리 D. 제임 (2021년 8월 21일 ~ 2022년 5월 15일)[3]
- 로리 레신 (2022년 5월 16일 ~ 2025년 6월 1일)[4]
- 데이브 갤러거 (2025년  6월 2일 ~ 현재)[5]

## 같이 보기
- 미국 항공우주국
- 전길남